# Olympische Sommerspiele 1976/Teilnehmer (Griechenland)
| Gelbes Symbol für Goldmedaillen mit stilisierten Olympischen Ringen | Graues Symbol für Silbermedaillen mit stilisierten Olympischen Ringen | Braundes Symbol für Bronzemedaillen mit stilisierten Olympischen Ringen |
| ------------------------------------------------------------------- | --------------------------------------------------------------------- | ----------------------------------------------------------------------- |
| —                                                                   | —                                                                     | —                                                                       |

Griechenland nahm an den Olympischen Sommerspielen 1976 in Montreal mit einer Delegation von 36 Athleten (34 Männer und 2 Frauen) an 34 Wettkämpfen in acht Sportarten teil.
Ein Medaillengewinn gelang keinem der Athleten. Fahnenträger bei der Eröffnungsfeier war der Leichtathlet Vasilis Papageorgopoulos.

## Teilnehmer nach Sportarten

### Boxen
- Thanasis Chouliaras
Bantamgewicht: in der 1. Runde ausgeschieden

- Georgios Agrimanakis
Leichtgewicht: im Achtelfinale ausgeschieden

- Athanasios Iliadis
Weltergewicht: in der 1. Runde ausgeschieden

### Gewichtheben
- Ioannis Athanasiadis
Fliegengewicht: 14. Platz

- Eleftherios Stefanoudakis
Leichtgewicht: Wettkampf nicht beendet

- Nikolaos Iliadis
Halbschwergewicht: 4. Platz

- Christos Iakovou
Mittelschwergewicht: Wettkampf nicht beendet

### Leichtathletik
Männer
- Vasilis Papageorgopoulos
100 m: im Vorlauf ausgeschieden

- Spilios Zacharopoulos
1500 m: im Vorlauf ausgeschieden

- Mikhail Koussis
Marathon: 29. Platz

- Stratos Vasileiou
110 m Hürden: im Vorlauf ausgeschieden

- Stavros Tziortzis
400 m Hürden: im Halbfinale ausgeschieden

- Georgios Parris
400 m Hürden: im Halbfinale ausgeschieden

- Dimitrios Kyteas
Stabhochsprung: 23. Platz

- Panagiotis Chatzistathis
Weitsprung: 27. Platz

- Apostolos Kathiniotis
Dreisprung: 22. Platz

- Kleanthis Ierissiotis
Hammerwurf: 20. Platz

Frauen
- Maroula Lambrou-Teloni
Weitsprung: 17. Platz

- Sofia Sakorafa
Speerwurf: ohne gültige Weite

### Radsport
- Michail Kountras
Straßenrennen: Rennen nicht beendet
Bahn Sprint: im Vorlauf ausgeschieden
Bahn 1000 m Zeitfahren: 21. Platz

### Ringen
- Haralambos Holidis
Fliegengewicht, griechisch-römisch: in der 2. Runde ausgeschieden

- Stylianos Migiakis
Federgewicht, griechisch-römisch: 7. Platz

- Petros Galaktopoulos
Weltergewicht, griechisch-römisch: 8. Platz

- Georgios Chatziioannidis
Bantamgewicht, Freistil: 7. Platz

### Schießen
- Lambis Manthos
Kleinkalibergewehr liegend 50 m: 41. Platz

- Ioannis Skarafingas
Kleinkalibergewehr liegend 50 m: 47. Platz

- Pavlos Kanellakis
Skeet: 26. Platz

- Panagiotis Xanthakos
Skeet: 41. Platz

### Schwimmen
Männer
- Georgios Karpouzis
200 m Freistil: im Vorlauf ausgeschieden
400 m Freistil: im Vorlauf ausgeschieden
1500 m Freistil: im Vorlauf ausgeschieden

- Konstantinos Koskinas
100 m Schmetterling: im Vorlauf ausgeschieden

### Segeln
- Anastasios Boundouris
Finn-Dinghy: 6. Platz

- Antonios Bonas
470er: 27. Platz

- Dimitrios Gerontaris
470er: 27. Platz

- Georgios Andreadis
Soling: 14. Platz

- Georgios Perrakis
Soling: 14. Platz

- Konstantinos Lymberakis
Soling: 14. Platz